# 赣州城墙
25°52′21″N 114°56′20″E / 25.87250°N 114.93889°E
赣州城墙，位于中国江西省赣州市章贡区，主要建于宋、明两代，是中国现存最长、保存最完整的一处宋代城墙，1987年被列为江西省文物保护单位，1996年被列为第四批全国重点文物保护单位。

## 历史

荷兰人约翰·纽霍夫在1665年所画的赣州风景图，图中画有城墙

赣州城墙始建于东晋永和五年（349年），由南康郡太守高琰负责修建土城。五代后梁卢光稠扩建，增设五门。北宋嘉祐年间（1068年-1077年）始用砖石修筑城墙，以后历代都曾予以修葺。清咸丰年间为防太平军，构筑了八镜台、西津门、南门、小南门、东门五座炮城。赣州因城池非常坚固，又有江水相助，易守难攻，有“铁城赣州”之称。国共内战期间，中国工农红军六次攻城，都没有攻破。
中华人民共和国成立后实测全长6900米，有镇南、西津、涌金、建春、百胜五门。1958年拆除百胜门经镇南门至西津门的南段城墙。现存沿江的东西两段和朝天门、西津门、涌金门、建春门以及炮城、马面、弩台等军事设施，全长3664米。城墙内部为夯土，外用砖石包砌，宽在6-8米之间，高约7米。1990年调查发现现存古城墙中有宋石墙25.25米，宋砖墙19.80米和养济院南宋砖墙基41米。城墙砖上有大量熙宁、绍兴以及元明清年号，为中国古城墙所罕见。

## 图库

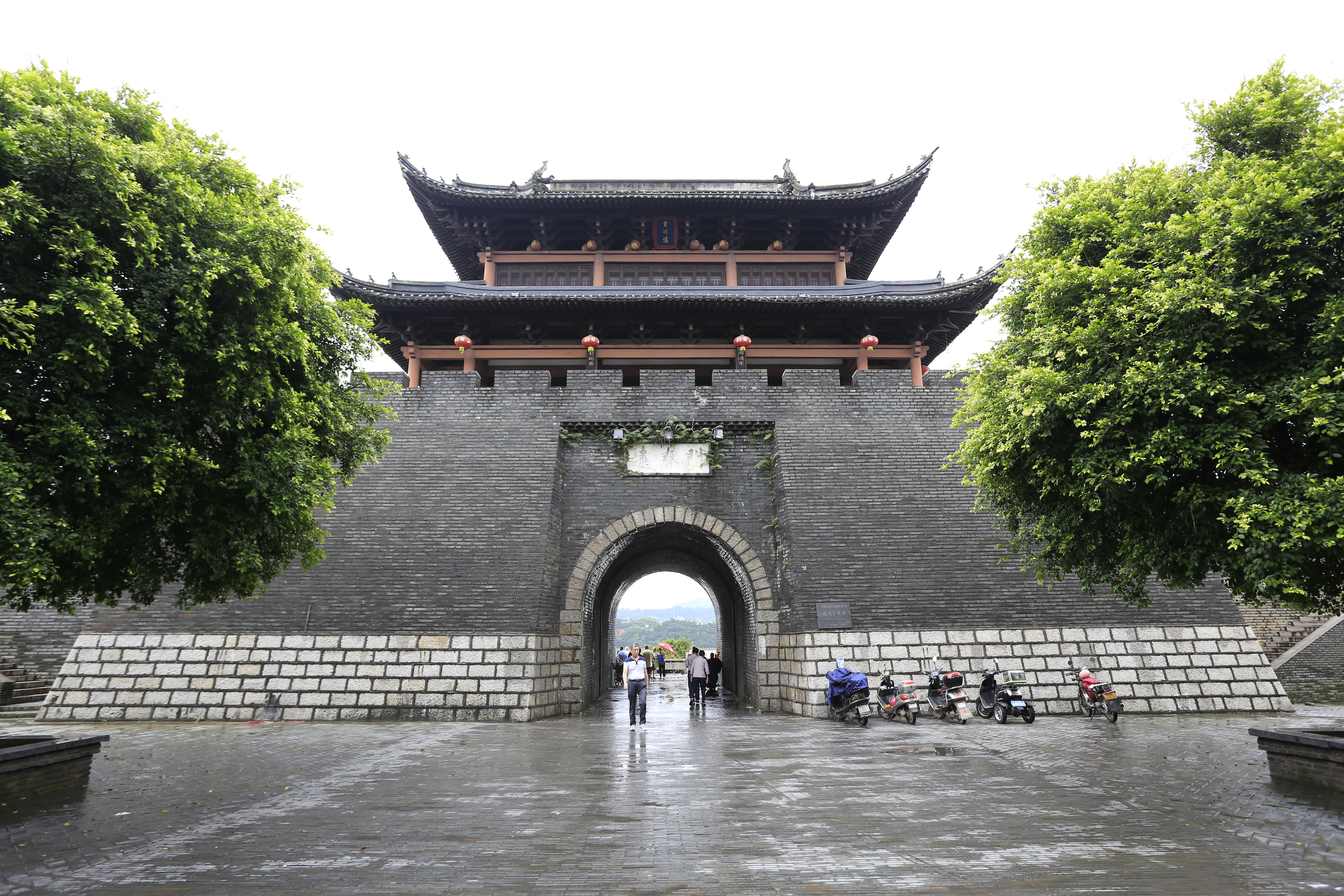
建春门
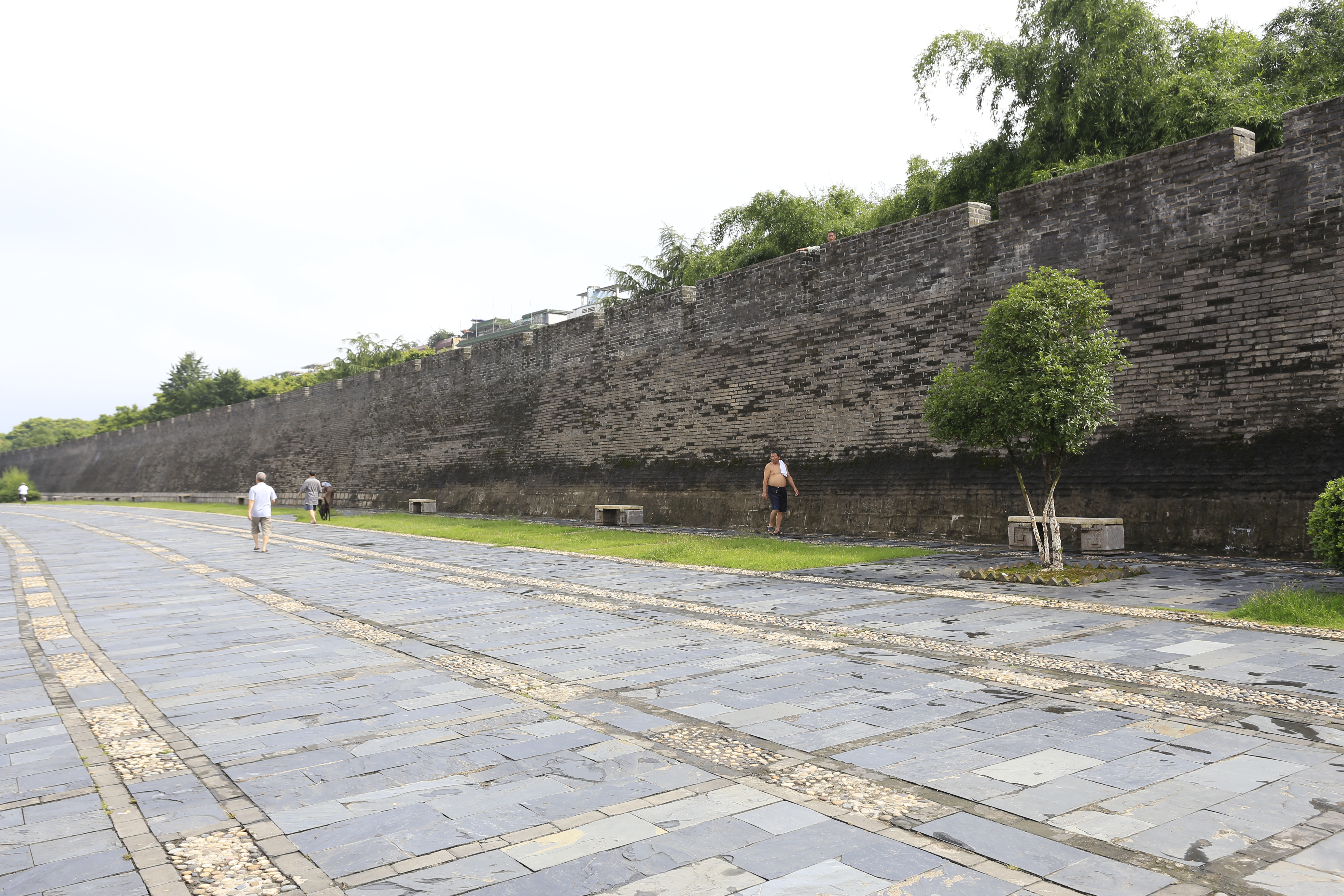
涌金门至建春门
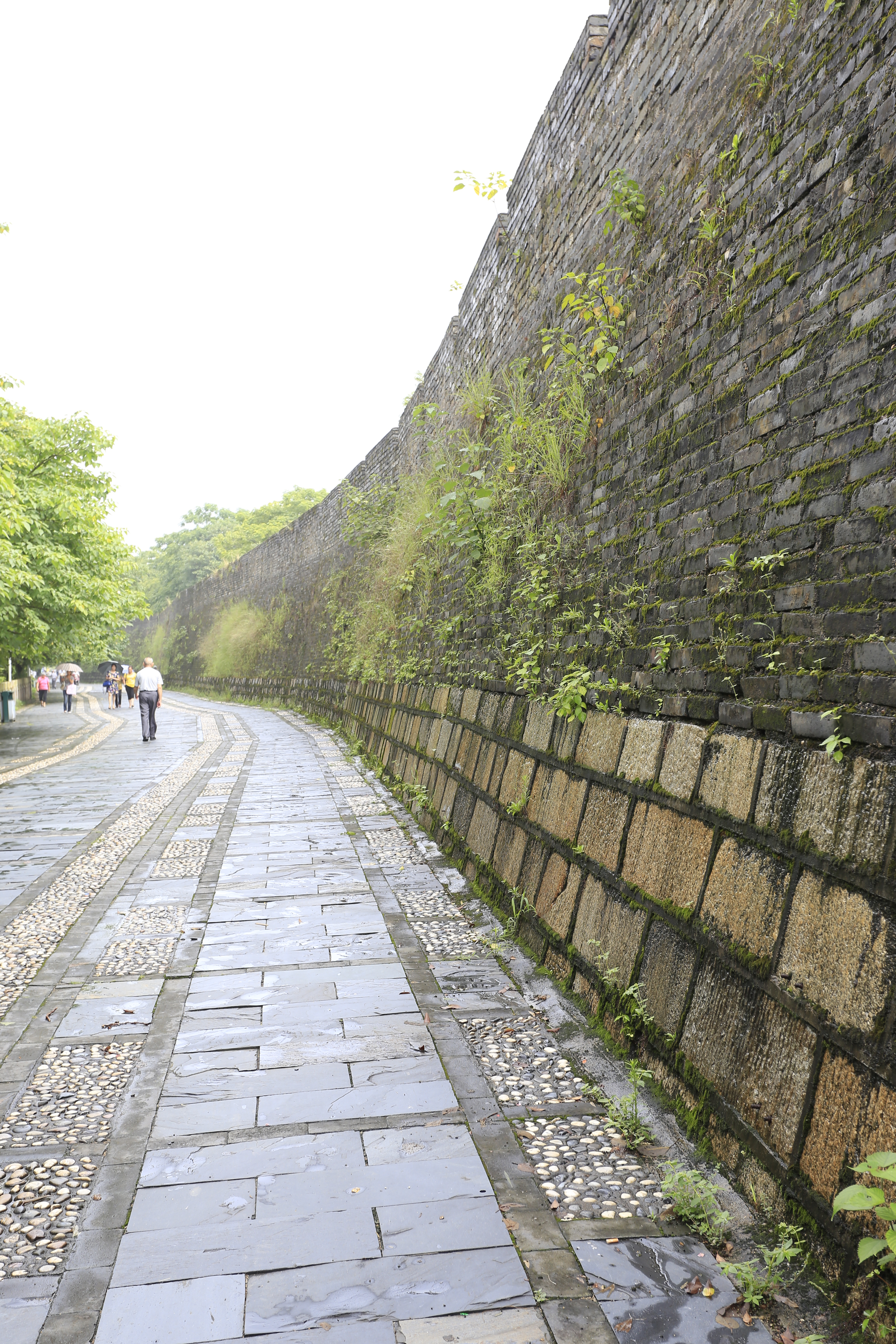
涌金门至八镜台
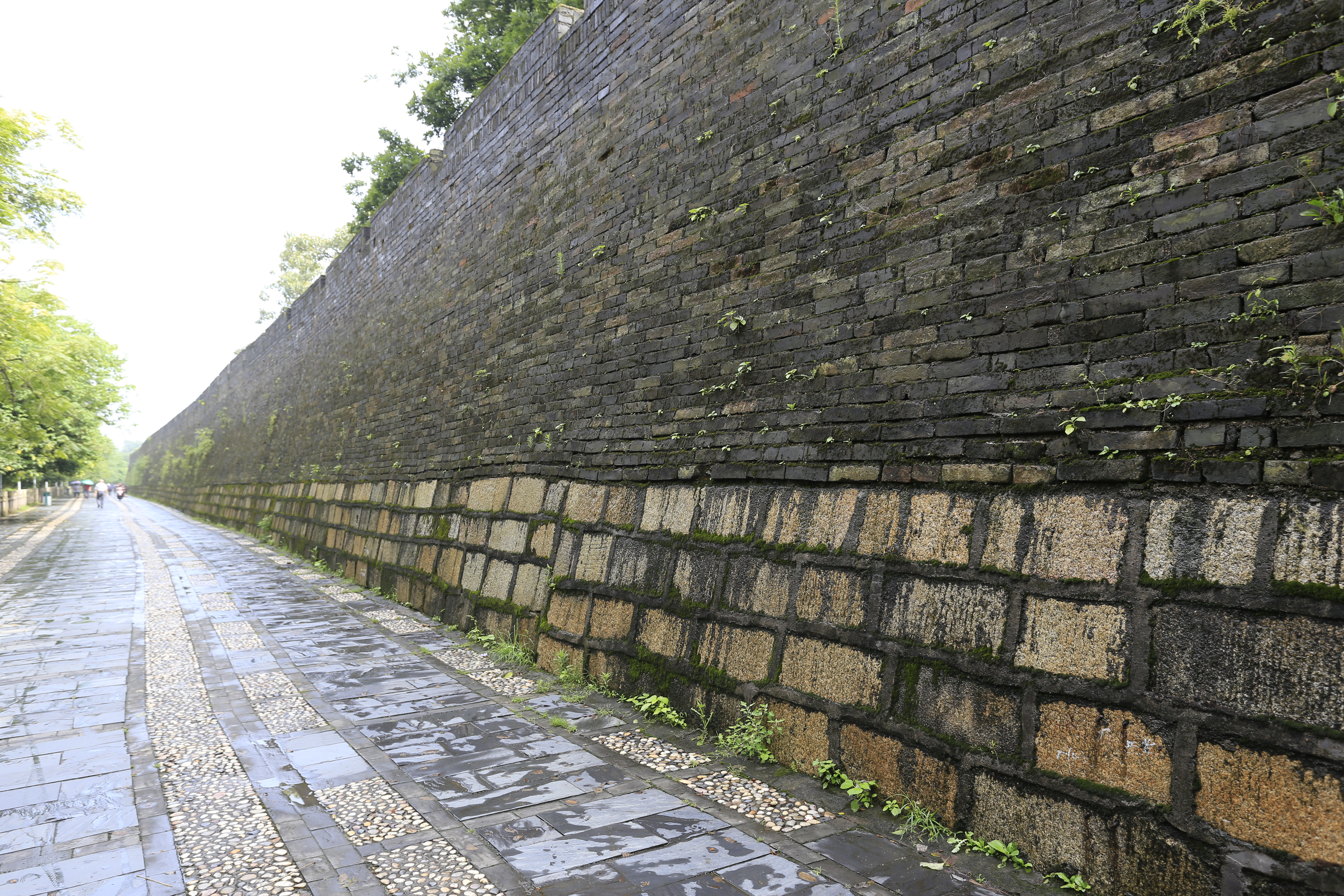
涌金门至八镜台
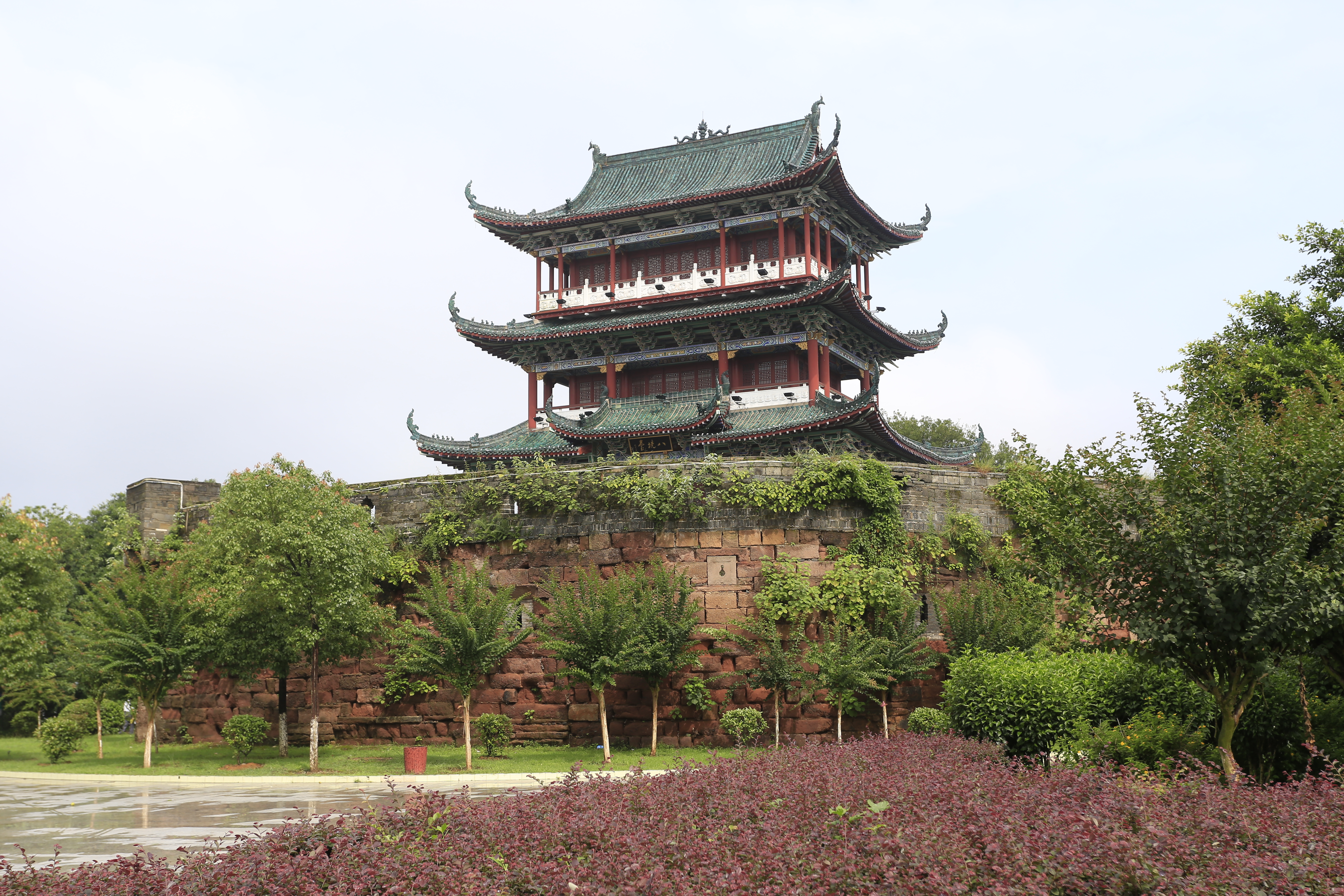
八镜台
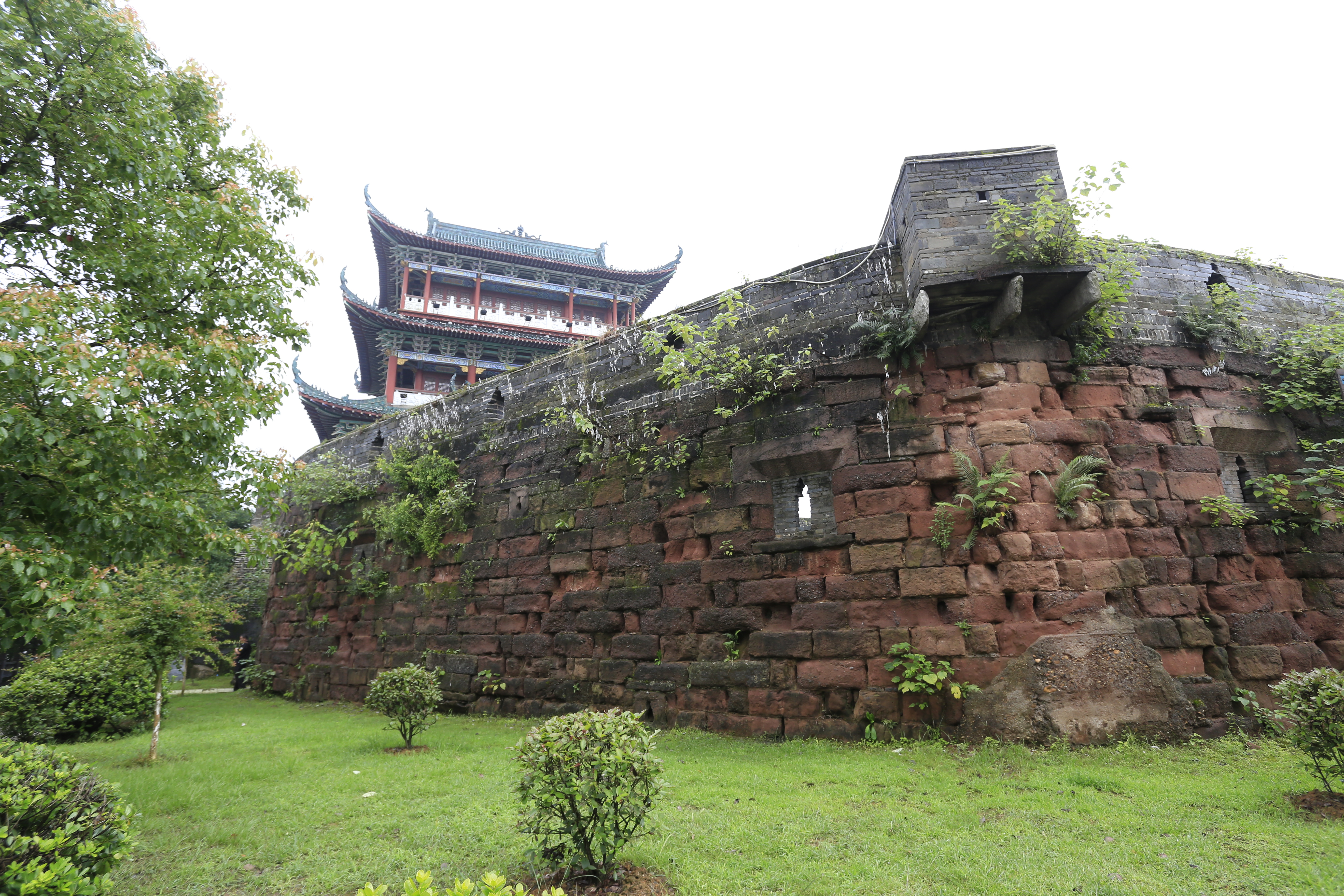
八镜台
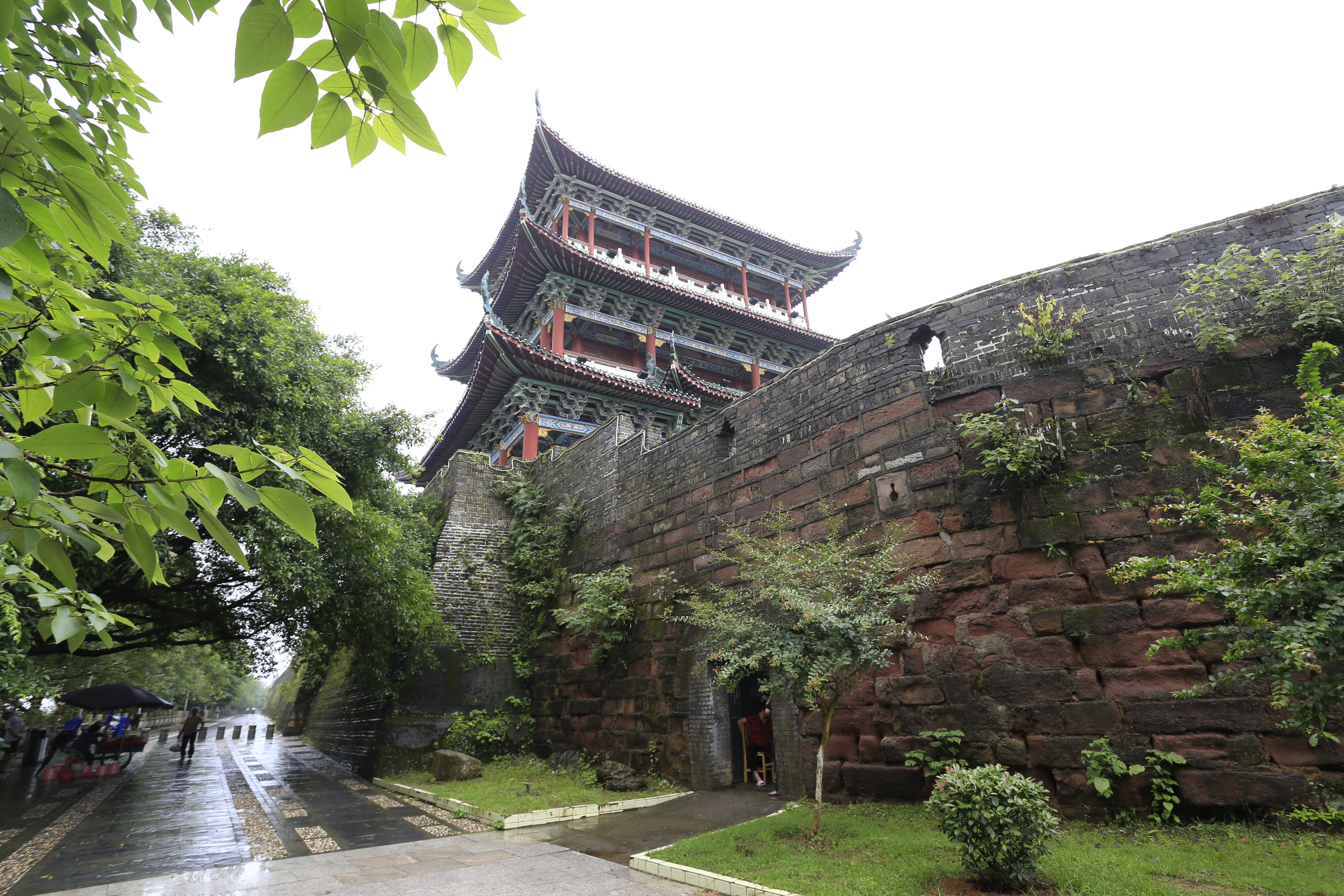
八镜台
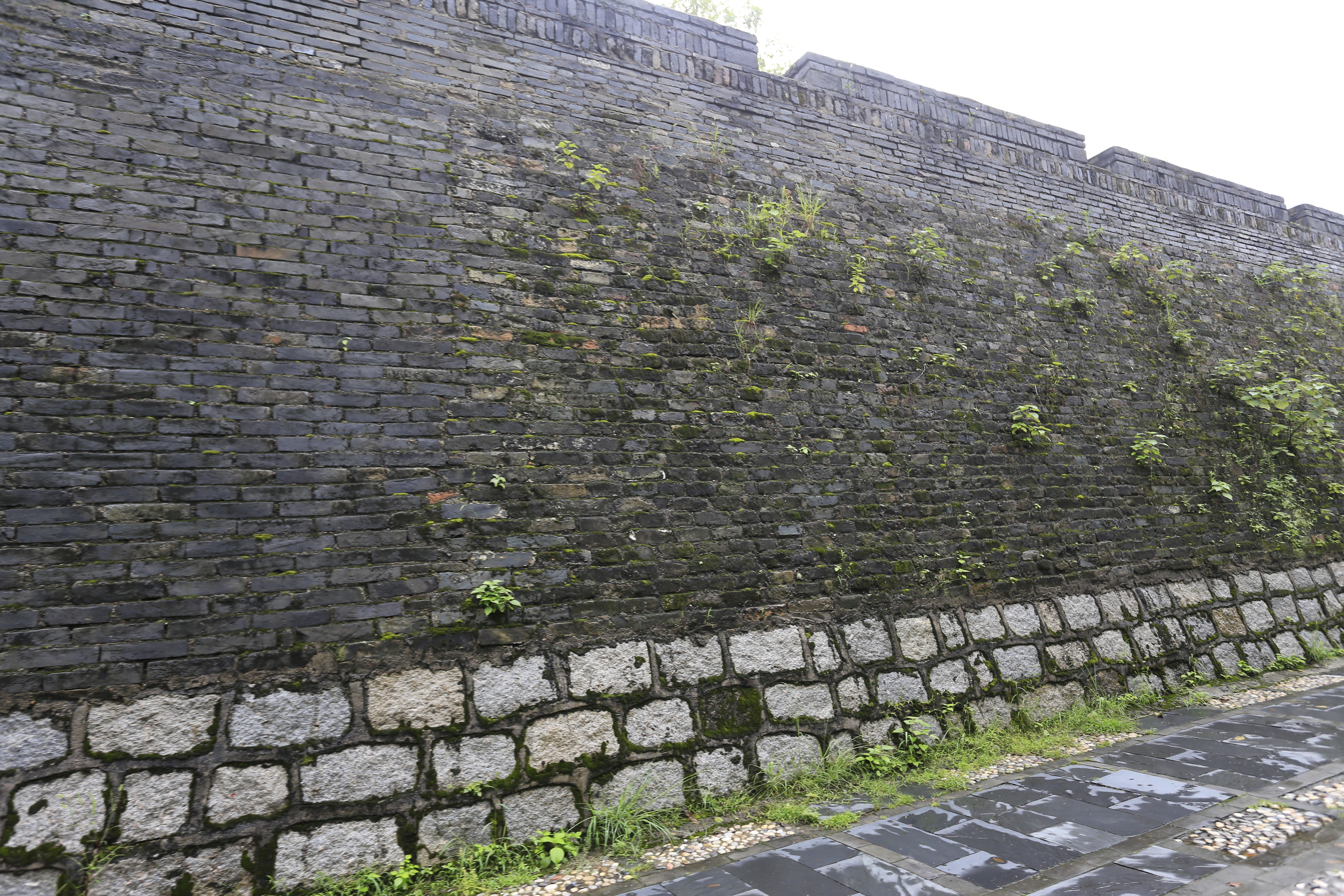
涌金门至八镜台
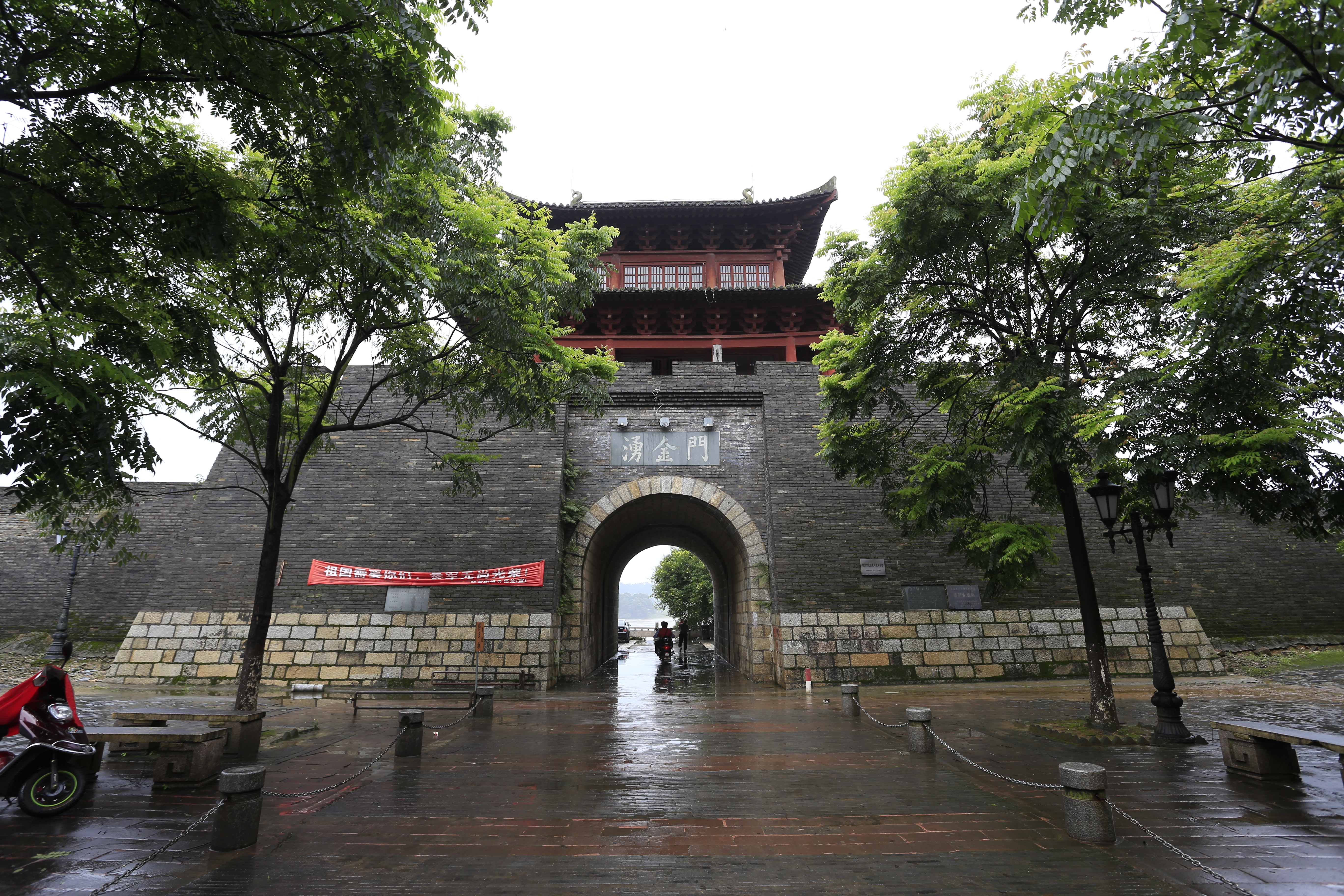
涌金门
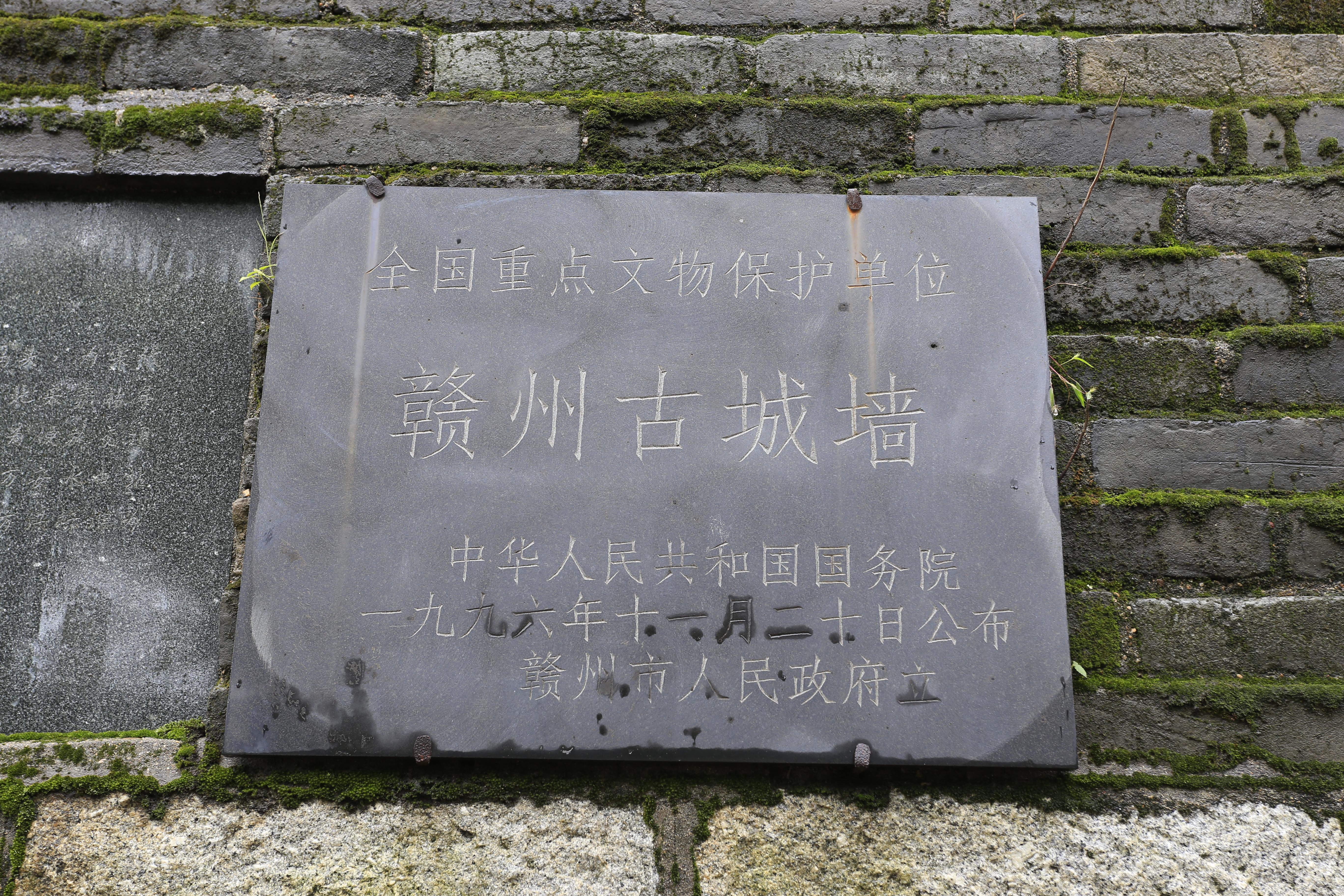
赣州城墙全国文保碑
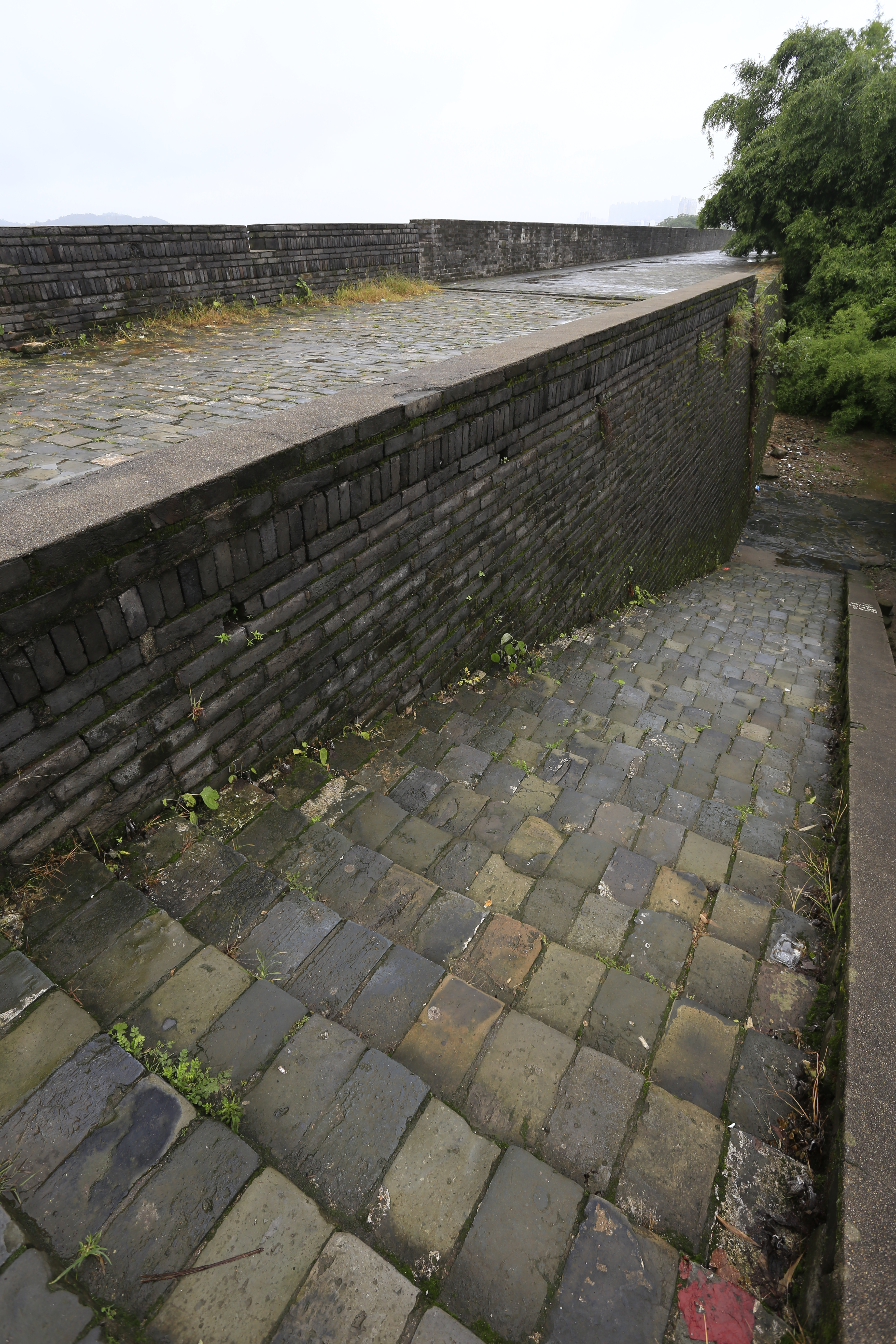
涌金门旁
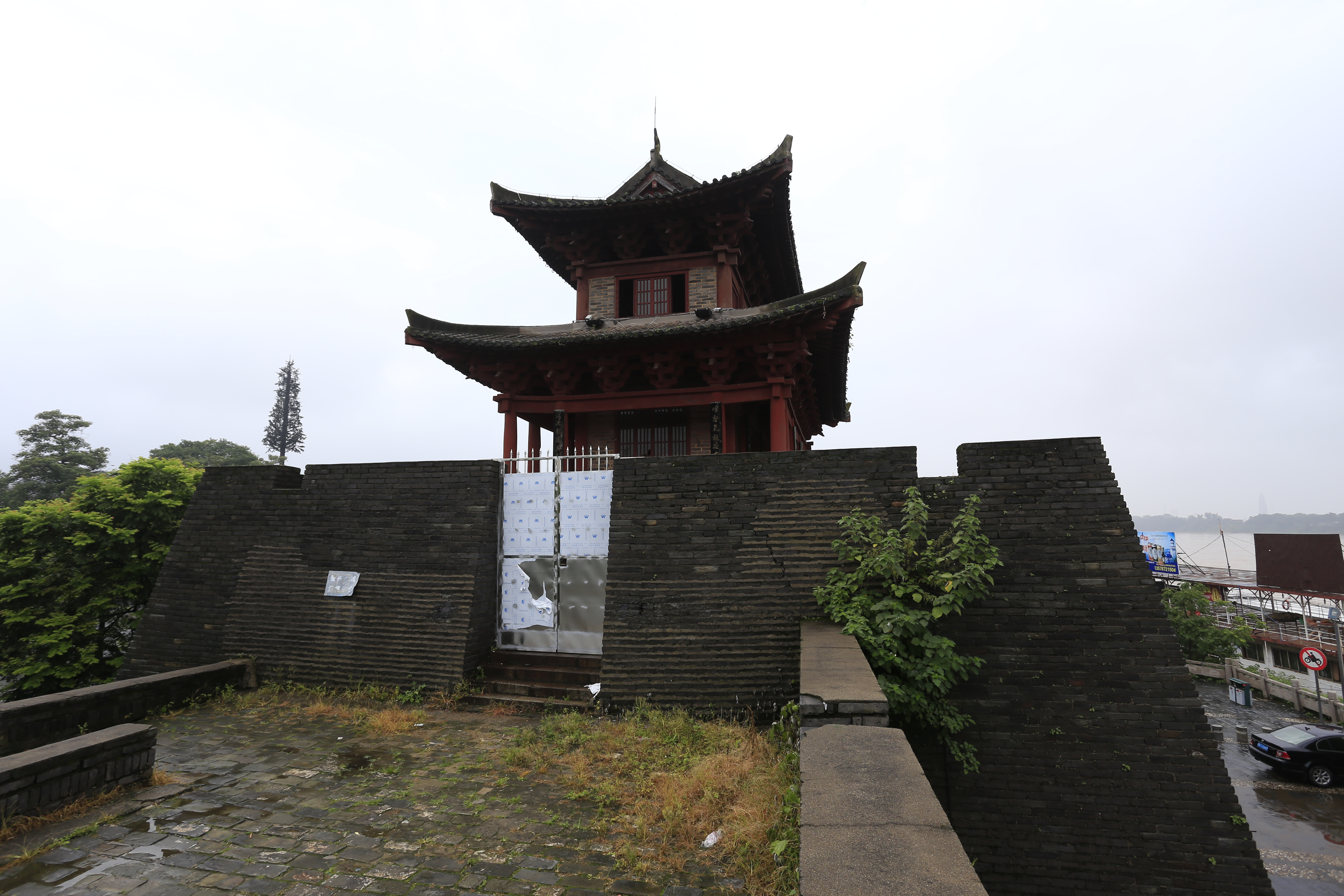
涌金门城楼
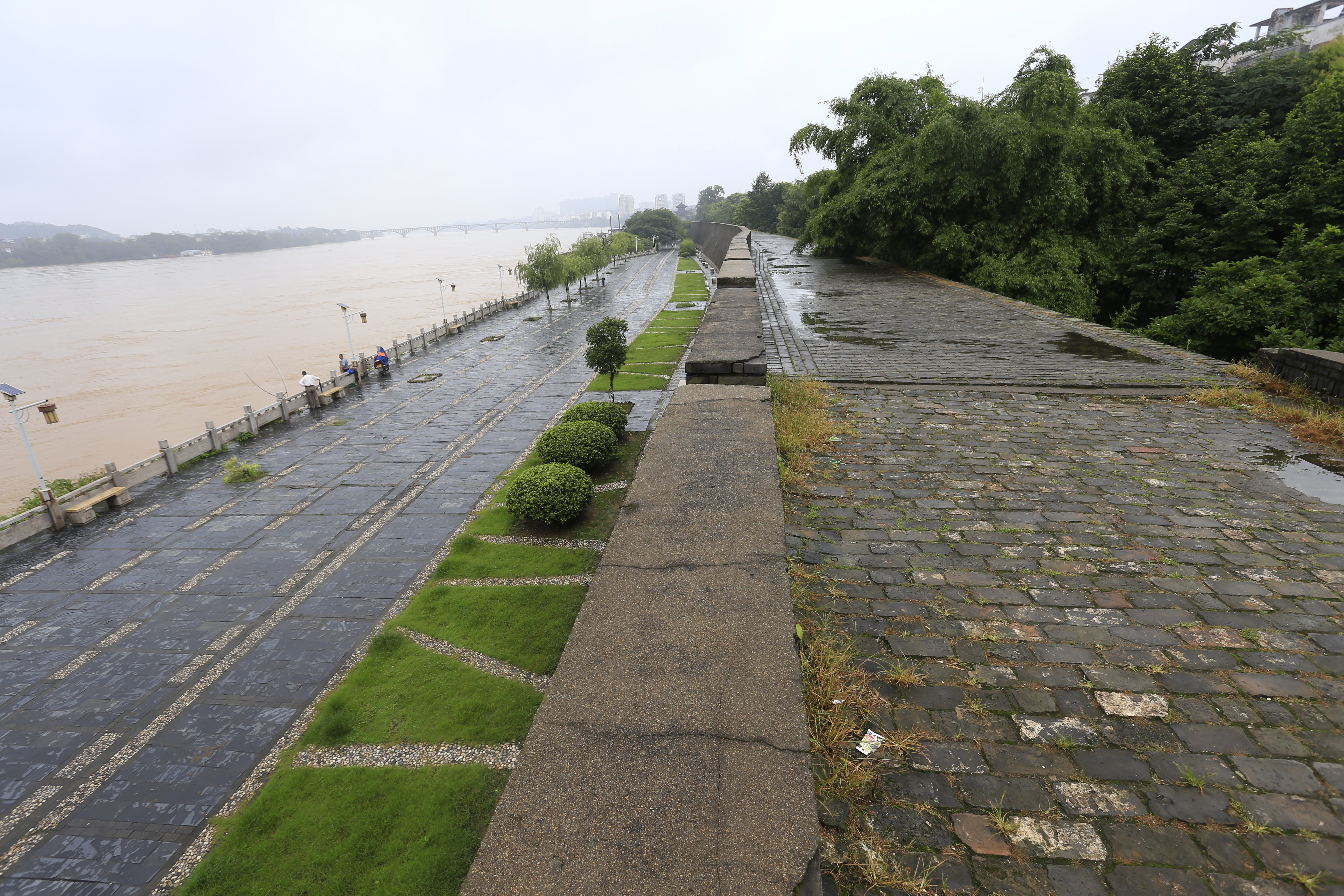
涌金门旁
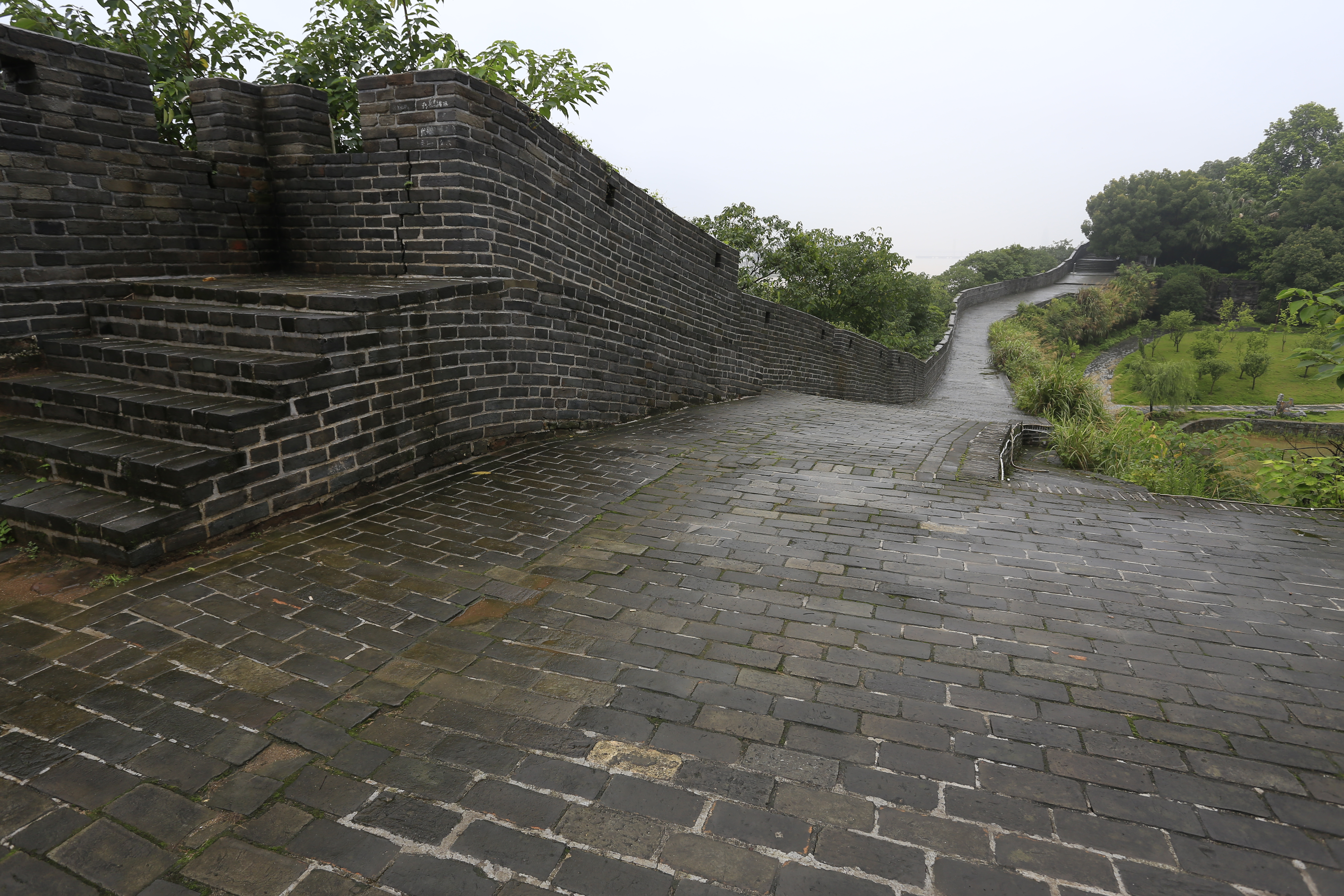
郁孤台旁
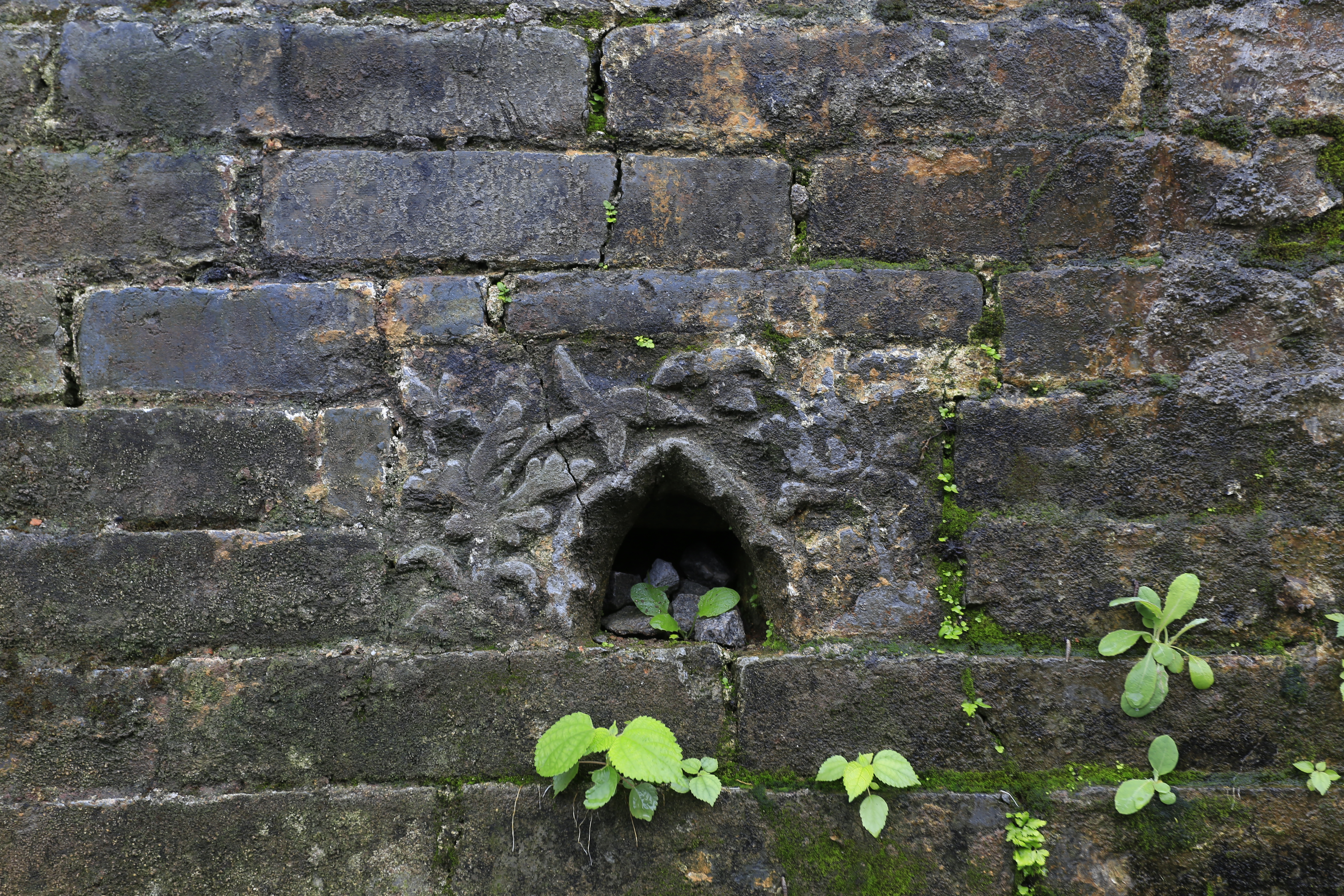
皇城城墙
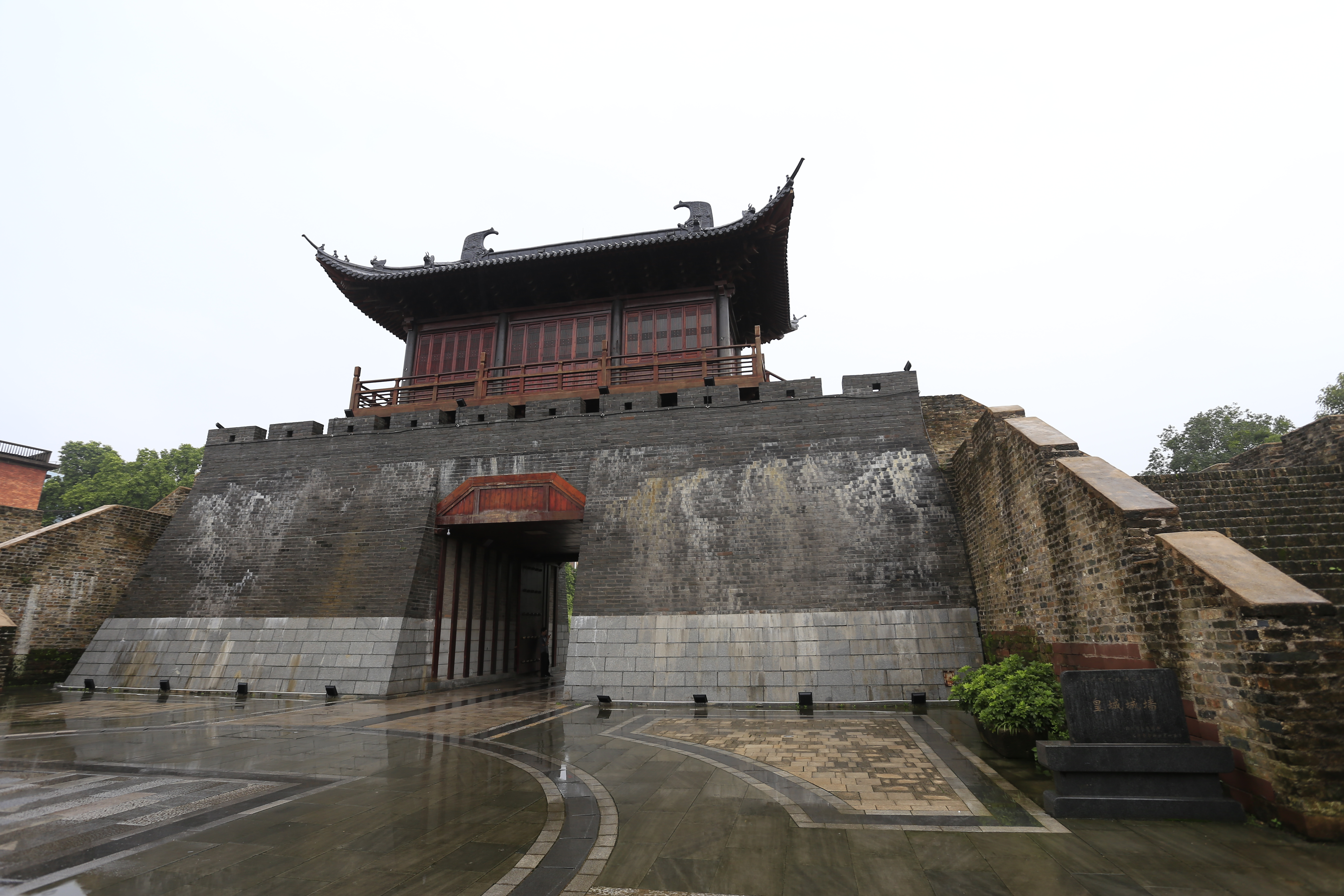
郁孤台
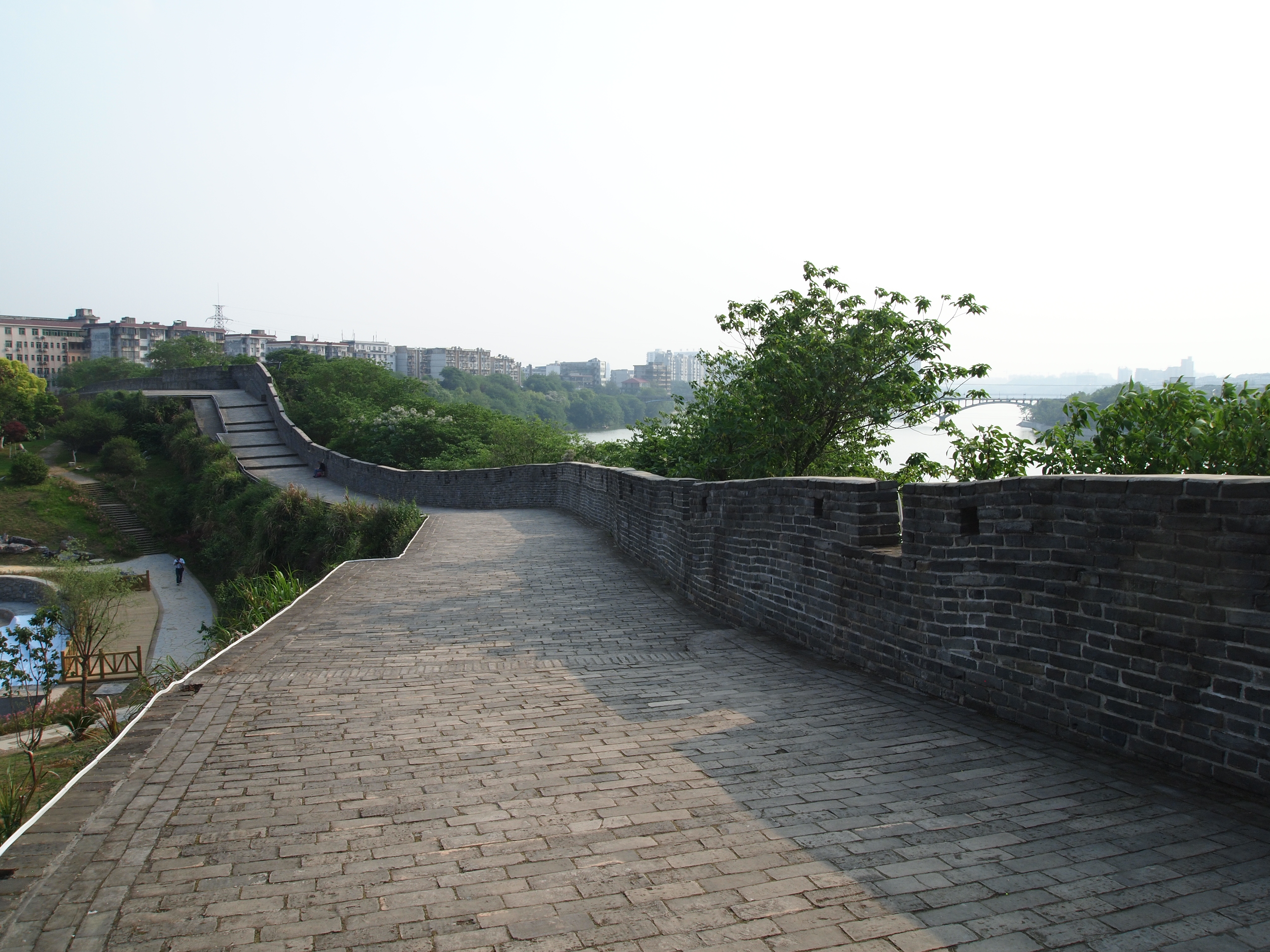
郁孤台
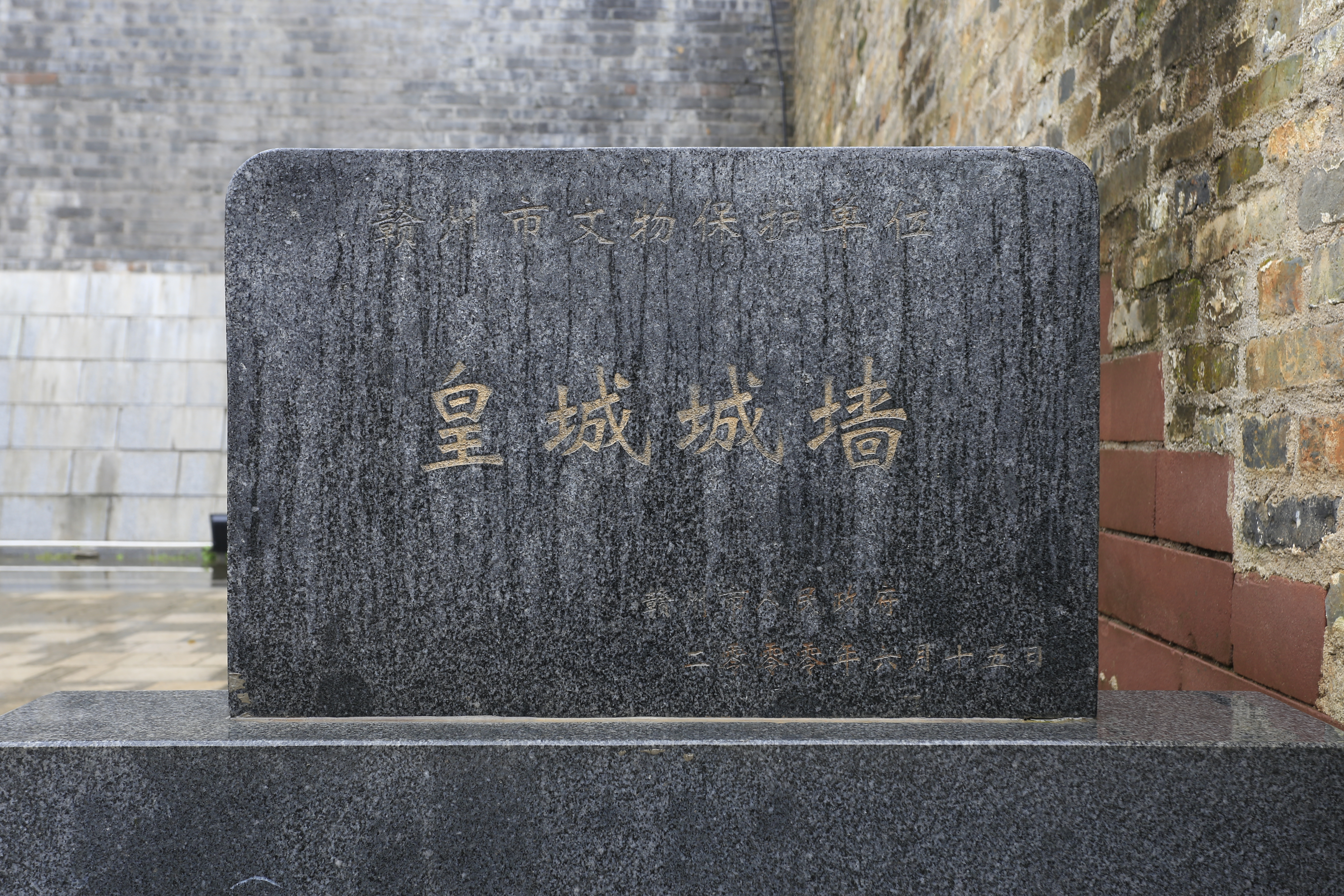
赣州市文保牌皇城城墙
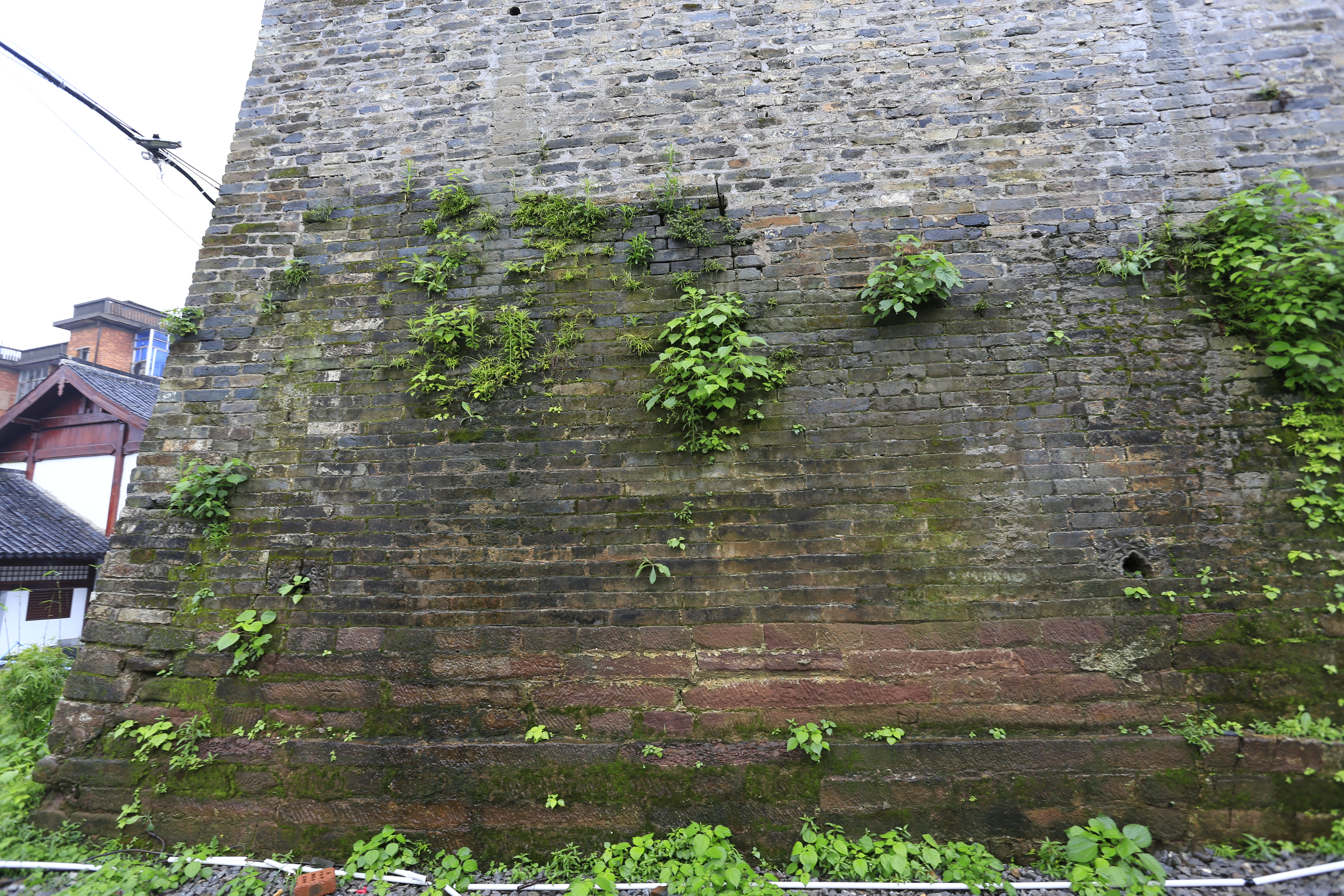
皇城城墙